# 미우라 아키히로 (1658년)
미우라 아키히로(일본어: 三浦明敬, 1658년 ~ 1725년)는 에도 시대 중기의 다이묘이다. 시모쓰케 미부번 제3대 번주, 휴가 노베오카번주, 미카와 가리야번 초대 번주를 지냈다. 미마사카 가쓰야마번 미우라가 제3대 당주.
| 전임 미우라 야스쓰구 | 제3대 미부번 번주 (미우라 가문) 1682년 ~ 1692년 | 후임 마쓰다이라 데루사다 |

| 전임 아리마 기요즈미 | 노베오카번 번주 (미우라 가문) 1692년 ~ 1712년 | 후임 마키노 나리나가 |

| 전임 혼다 다다나가 | 제1대 미카와 가리야번 번주 (미우라 가문) 1712년 ~ 1724년 | 후임 미우라 아키타카 |